# Філіппо Лаурі
Філіппо Лаурі (італ. Filippo Lauri) — італійський художник доби бароко.

## Життєпис
Народився у Римі. Батько, художник Балтазар Лауверс, був фламандцем, що оселився у Римі. В родині було два сини, котрі теж стануть художниками. Старший, Франческо Лаурі, помер молодим (таким стало італьянізоване прізвище художників під час роботи в Італії).
Працював переважно у Римі.
Створив декілька картин разом з іншими художниками, переважно пейзажистами або майстрами натюрморта (Маріо Нуцці). Часто малював фігурки персонажів на пейзажних картинах Клода Лоррена. Його декоративні твори прикрасили декілька римських палаців, серед котрих — палац Памфілі, палац Колонна, палац Ченчі, палац Кіджі та Джинетті.
1654 року його обрали членом Академії св. Луки в Римі. За даними старих свідчень, згодом його обрали керівником академії.
Помер у Римі 12 грудня 1694 року.

## Перелік обраних творів

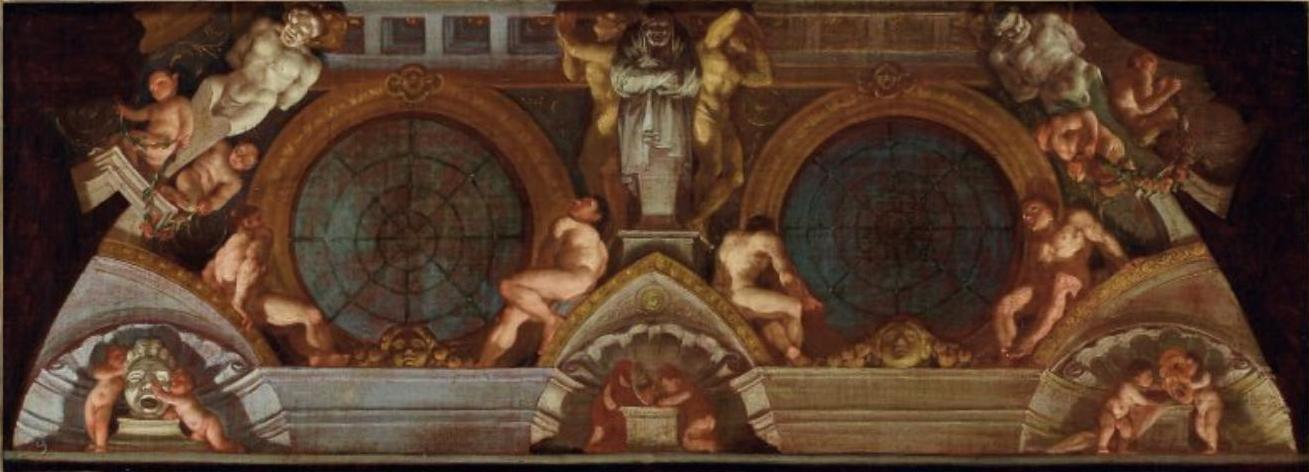
Філіппо Лаурі. Проект декору стелі палацу.

- «Бог Вулкан на тлі з Геркулесом і лернейською гідрою»
- «Король Мідас судить музичне змагання між Аполлоном і Марсієм»
- «Аполлон карає Марсія за перемогу у музичному змаганні»
- «Моління про чашу або Христос у Гетсиманському саду»
- «Диво св. Вінсента Феррера»
- «Марія Магдалина в пустелі»
- «Мучеництво св. Стефана»
- «Свята Родина в пейзажі»
- «Св. Франциск Ассізький»
- «Піднімають хреста з розіп'ятим Ісусом»
- «Алегорія весни» (разом із майстром натюрмортів Маріо Нуцці)
- «Селена і Ендіміон»
- «Ескіз до розпису стелі»
- «Фавн і амури у пейзажі»
- «Главкус залицяється до Сцилли»
- «Пан підносить дари богині Діані»
- «Пан і Сірінга»
- «Венера і Адоніс»
- «Вакханалія в саду біля храму Вести»
- «Алегорія скороминущого життя»

## Галерея обраних творів

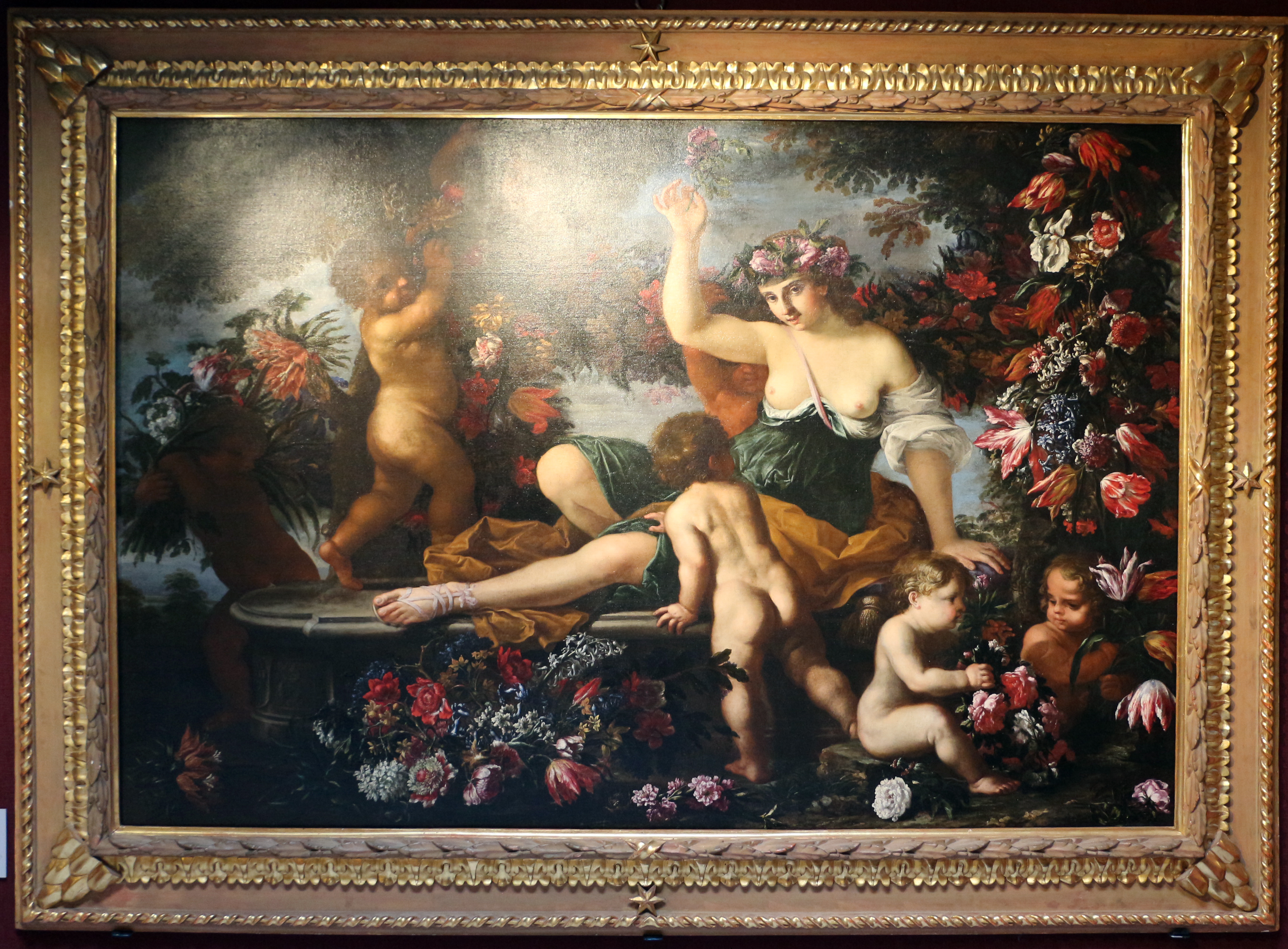
Філіппо Лаурі та Маріо Нуцці. «Алегорія весни»
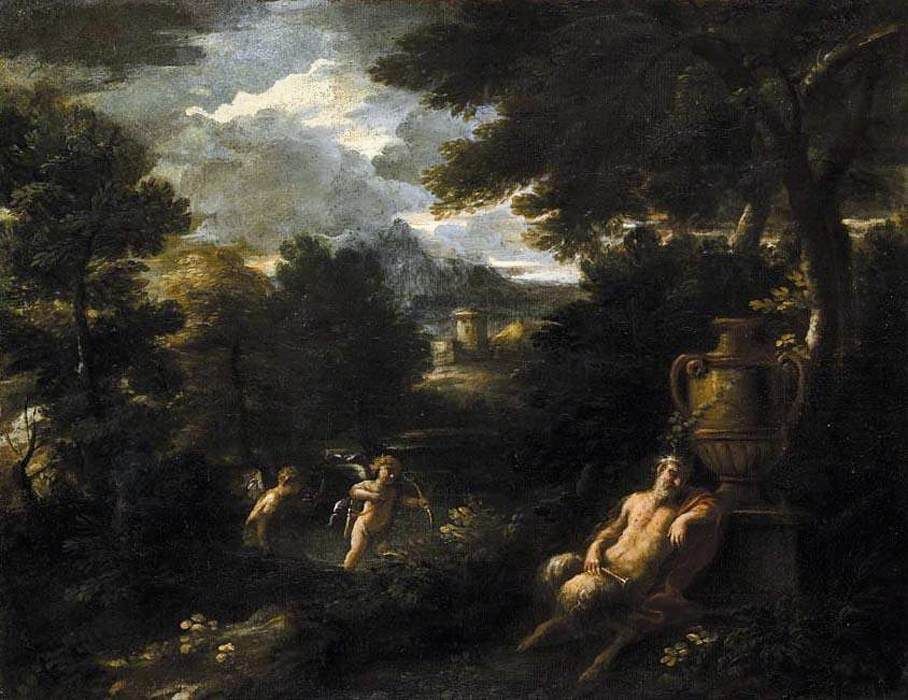
Філіппо Лаурі. «Сатир і амури в пейзажі»
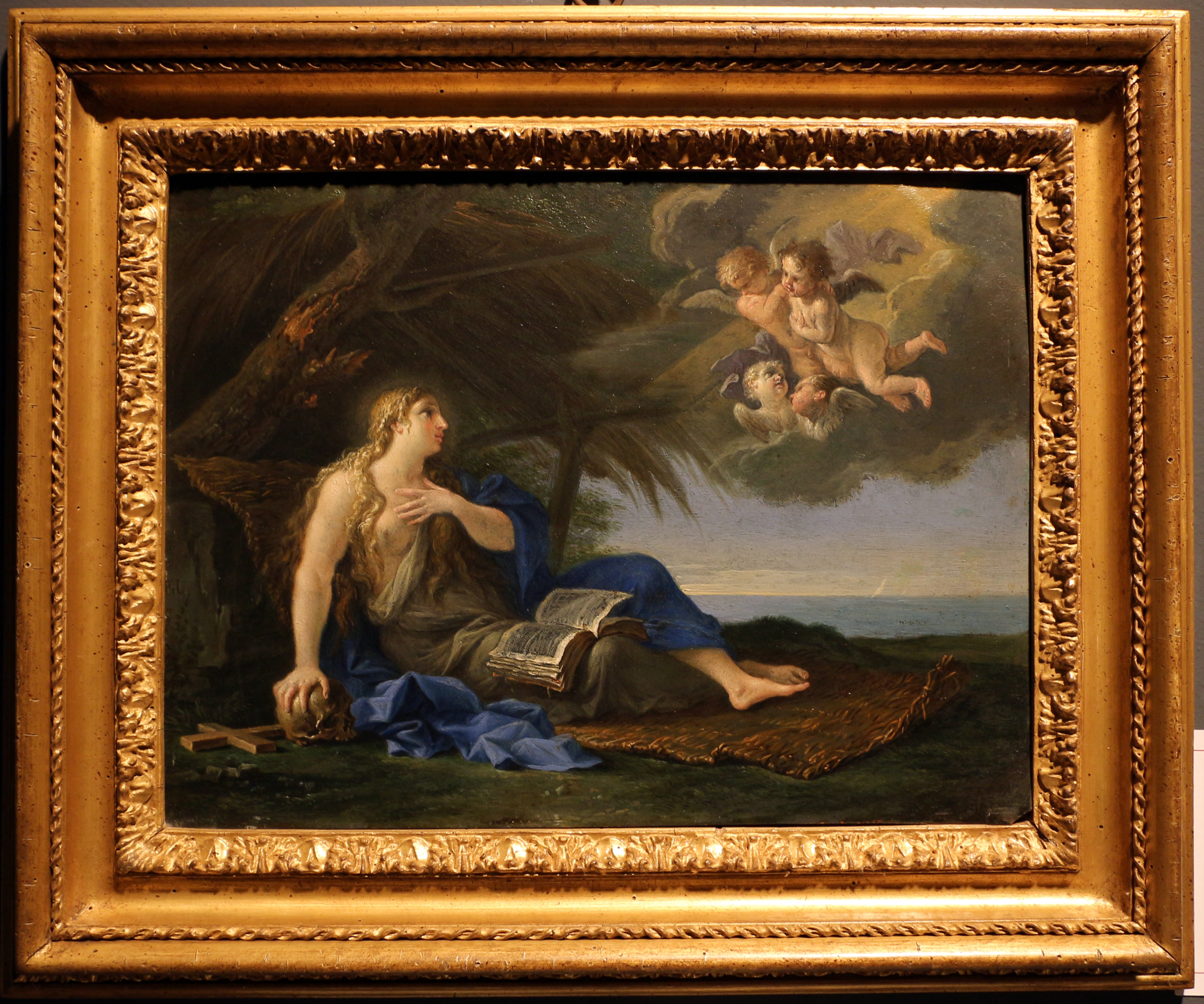
Філіппо Лаурі. «Марія Магдалина в пустелі»
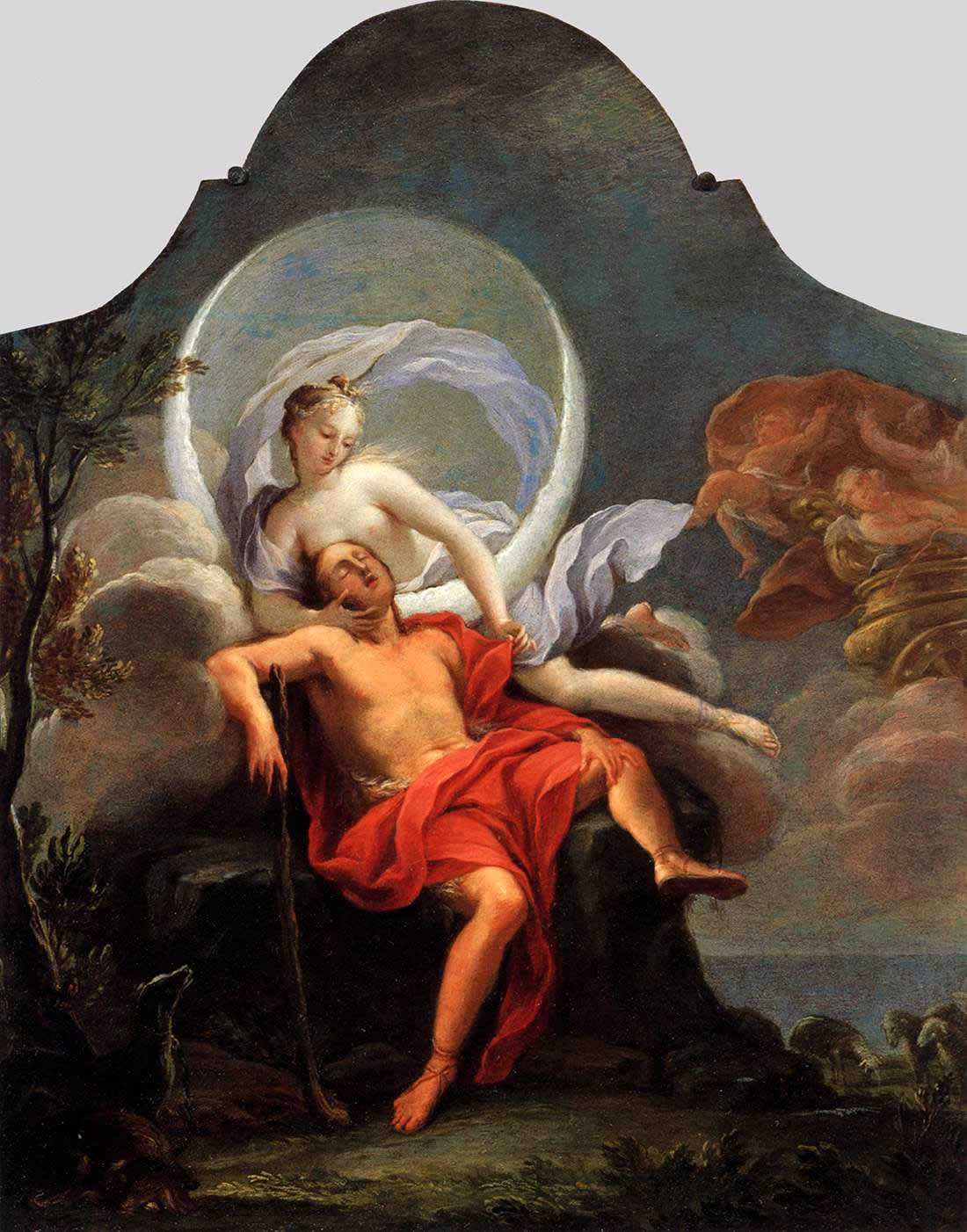
Філіппо Лаурі. «Селена та Ендіміон», 1650 р.
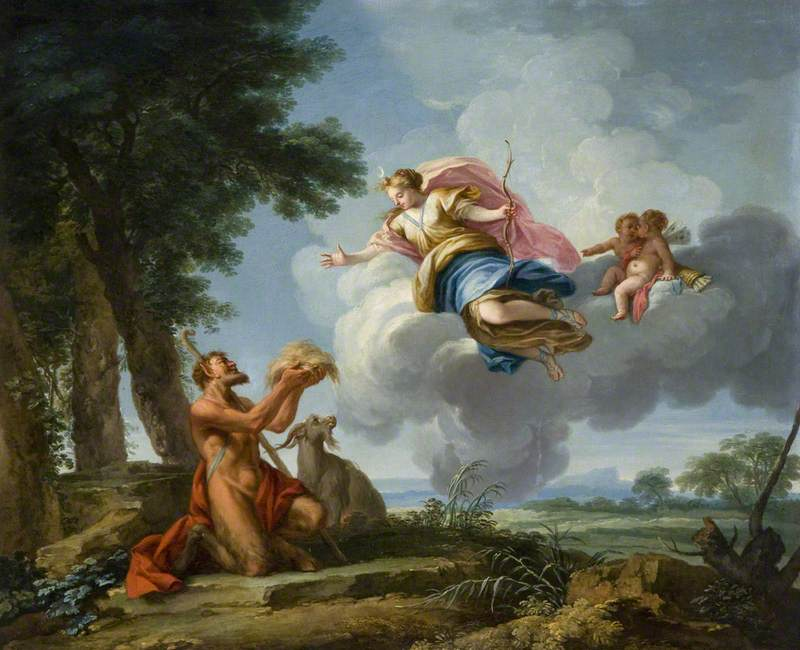
Філіппо Лаурі. «Pan and Diana»
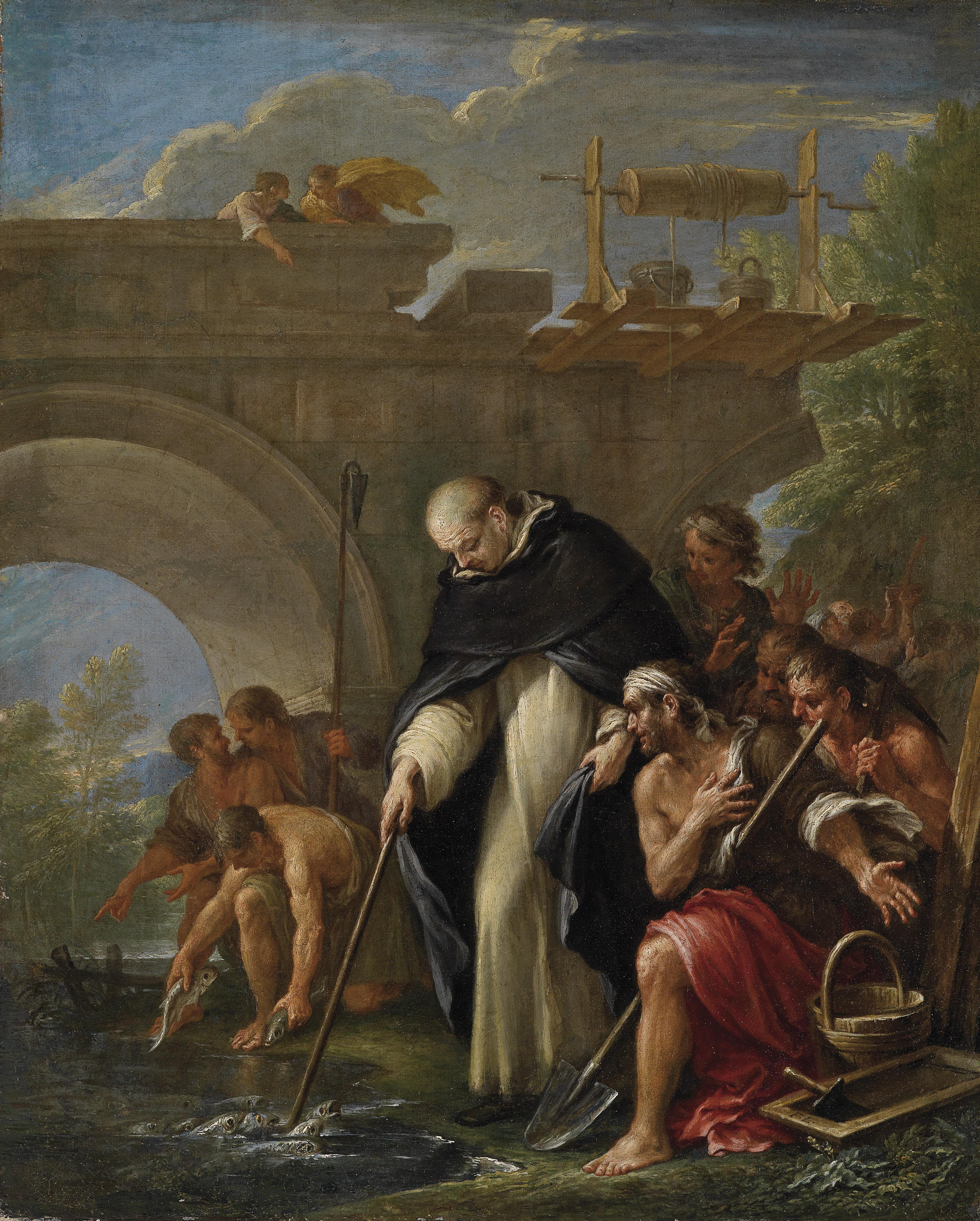
Філіппо Лаурі. «Zelebrationswunder des heiligen Vinzenz Ferrer»
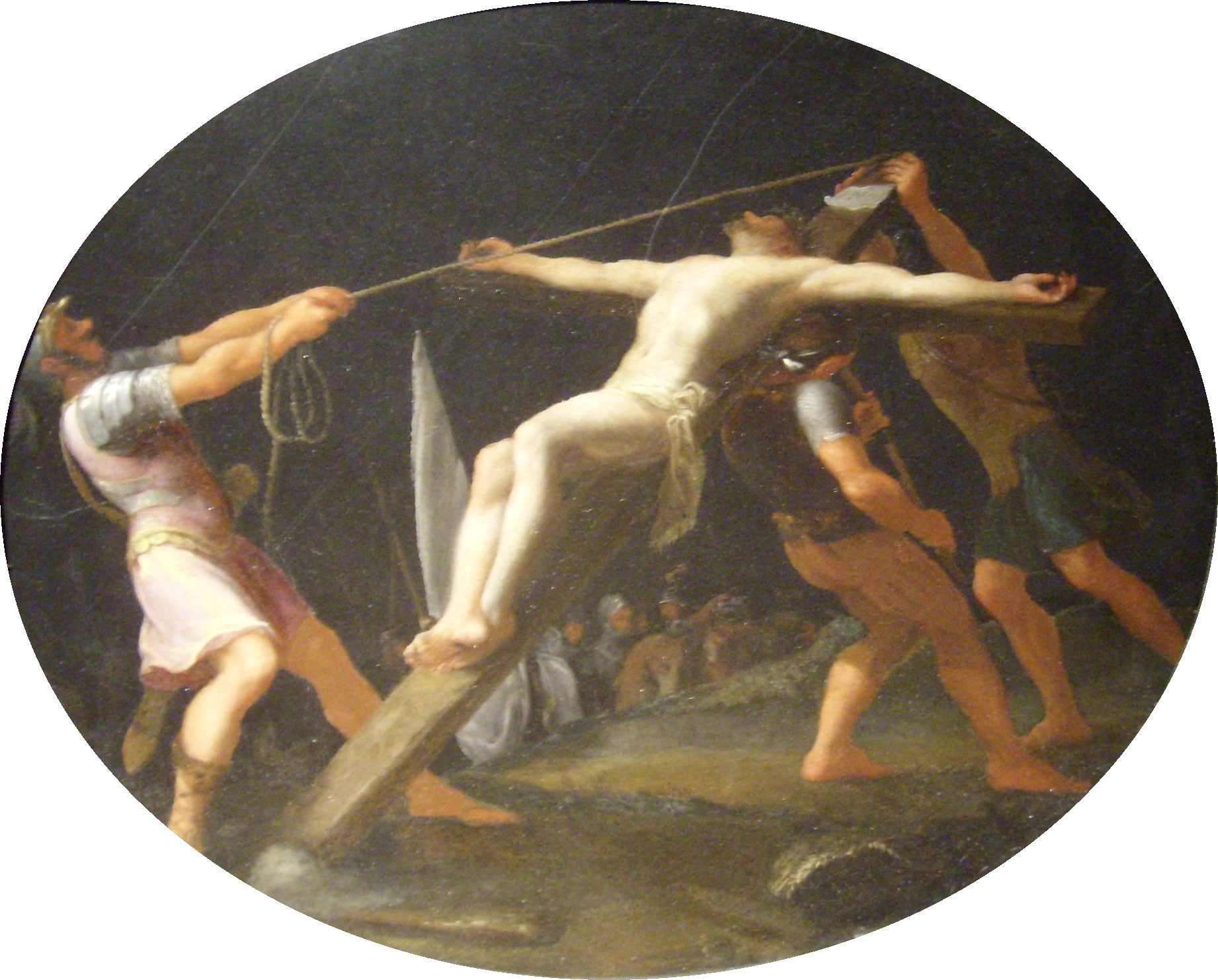
Філіппо Лаурі. «Erection de la croix»